# Adenomera simonstuarti
Adenomera simonstuarti es una especie de anfibio anuro de la familia Leptodactylidae.

## Distribución geográfica
Esta especie se encuentra entre los 280 y 694 m sobre el nivel del mar en la Cuenca del Amazonas en:
- Perú en la región de Cuzco;
- Bolivia en el departamento de Pando.[2]

## Etimología
Esta especie lleva el nombre en honor a Simon Nicholas Stuart (1956-).

## Publicación original
- Angulo & Ichochea, 2010: Cryptic species complexes, widespread species and conservation: lessons from Amazonian frogs of the Leptodactylus marmoratus group (Anura: Leptodactylidae). Systematics and Biodiversity, vol. 8, p. 357-370.[3]